# Cleidion sessile
Cleidion sessile là một loài thực vật có hoa trong họ Đại kích. Loài này được Kaneh. & Hatus. mô tả khoa học đầu tiên năm 1939.